# Rauhenberg (Wiesenttal)
Rauhenberg ist ein Gemeindeteil des Marktes Wiesenttal im Landkreis Forchheim (Oberfranken, Bayern).

## Geographie
Der Weiler liegt drei Kilometer südöstlich von Aufseß und zehn Kilometer nordöstlich von Ebermannstadt auf einer Hochfläche der Fränkischen Alb auf 447 m ü. NHN. Südlich und westlich fällt das Gelände steil zum Tal der 70 Höhenmeter tiefer verlaufenden Aufseß ab, einem rechten Nebenfluss der Wiesent. Die Gegend ist geprägt von stark kalkhaltigen Böden, in dem anstehenden Felsen in der Nähe befinden sich zahlreiche Karsthöhlen, von denen eine den Namen Rauhenberger Höhle trägt.

## Geschichte
Die Gegend um den sonnigen Südwesthang wird bereits seit Urzeiten von Menschen bewohnt, denen zunächst die Höhlen Schutz boten. 500 Meter östlich gab es eine etwa 8000 Quadratmeter große Freilandstation des Mesolithikums, 400 Meter nördlich befand sich an einem witterungsgeschützten Geländeabsatz eine 1,4 Hektar große Siedlung in der Zeit der Linearbandkeramik und 600 Meter südöstlich eine hochmittelalterliche Spornburg, die etwa 9500 Quadratmeter umfasste. Diese sind alle als Bodendenkmäler geschützt.
Die Spornburg, der heutige Burgstall Vestenberg, von der nur noch Wallreste erhalten sind, ging spätestens im Dreißigjährigen Krieg nieder, die Gegend blieb unter dem Einfluss der Herren von Aufseß. Im Spätmittelalter entstand das vom Tal her schwer zugängliche Rauhenberg zunächst als Aussiedlerhof. Durch Erbfolge und Landteilung wuchs dieser zu einem Weiler. Das bayerische Urkataster erfasste 1808 dort sechs Höfe. Mit dem Gemeindeedikt kam der Ort 1818 zur Gemeinde Breitenlesau.
Mit der Gebietsreform in Bayern wurde die Gemeinde Breitenlesau aufgelöst und Rauhenberg am 1. Januar 1977 nach Wiesenttal eingemeindet.
Der Ort blieb landwirtschaftlich geprägt und von der Größe her praktisch unverändert; heute gibt es sieben Anwesen. Schützenswerte historische Bausubstanz ist nicht erhalten geblieben. Die derzeitige Einwohnerzahl liegt bei 18 amtlich gemeldeten Personen.

## Sehenswertes
Zu den Sehenswürdigkeiten gehören das Gründerhaus und die nahen Höhlen, beispielsweise die Naturdenkmale Bauernhöhle, Fuchsloch (siehe Bild). Auf dem Dorfplatz wird der Osterbaum an Ostern traditionell geschmückt.

## Verkehr
Rauhenberg ist über eine steile, von der Kreisstraße FO 40 im Tal der Aufseß abzweigende, in Serpentinen verlaufende Gemeindestraße erschlosseJn. Die Gemeindestraße führt östlich nach Zochenreuth und in den Landkreis Bayreuth weiter.
Der Öffentliche Personennahverkehr bietet montags bis samstags im benachbarten Draisendorf morgens eine Fahrt nach Ebermannstadt, sowie tagsüber einige Rückfahrten an (Linie 231). Es ist jedoch eher eine Schulbuslinie und sie wird im Auftrag der VGN von einem Privatunternehmen betrieben. Sonntags findet kein fahrplanmäßiger Verkehr statt. Bei Bedarf können bis zu vier Fahrten mit einem Anrufsammeltaxi durchgeführt werden.